# Jacques Beaumont
 (avril 2016).
- Si vous ne connaissez pas le sujet, laissez ce bandeau (vous pouvez alors contacter les auteurs).
- Si vous supprimez le contenu mis en cause (vous pouvez préalablement contacter les auteurs),

argumentez précisément cette suppression dans la page de discussion
(un manque de référence n'est pas un argument ; une recherche réelle de référence doit avoir été effectuée, être formellement documentée).
Jacques Beaumont est un personnage de la série télévisée Une famille formidable. Il est le fils d'Édouard Beaumont.
Jacques est marié depuis plus de 30 ans avec Catherine avec qui il a 4 enfants (Nicolas, Frédérique, Manon et Jérémy) et il a eu un enfant (José) avec Lucia.

## Biographie
Jacques est ami avec Richard Matisse depuis l’enfance. Le père de ce dernier ira même jusqu’à devenir son tuteur une fois que le père de Jacques (interprété par Daniel Gélin) partira à l’étranger. Ce père absent est un sujet tabou pour Jacques, il a caché son existence à sa famille. Tous le croyaient mort, mais il aura fallu que son père réapparaisse pour qu’une relation père-fils se réinstalle.
Jacques rencontre Catherine lors d’une manifestation. Ils se marient rapidement et ont quatre enfants ensemble. Jacques a élevé Audrey, la fille de Catherine, comme sa propre fille.
Le grand problème de Jacques, ce sont les femmes. Il ne sait pas y résister. Il entame donc plusieurs relations extra-conjugales. Une avec une boulangère, Nelly Fougerolles, et une avec la secrétaire de Nono, Lucia. Cette dernière tombera enceinte de Jacques. Elle mettra, seule, au monde un petit garçon prénommé José. C’est seulement deux ans après sa naissance que Jacques apprendra l’existence de ce petit Beaumont. Catherine prendra assez mal cette nouvelle. D’autres relations ont entaché sa relation avec Catherine, mais elles n’ont pas été retracées dans la série.
Jacques a connu des périodes un peu plus difficiles dans sa vie. Notamment quand il a été renvoyé de son guide gastronomique. Mais il a toujours réussi à se relever. Il a notamment géré un restaurant « L’appartement » et l’a dirigé en famille avec Frédérique et son beau-fils, Nourredine. Mais une femme encore lui fera perdre son restaurant.
Coup dur pour Jacques mais coup dur également pour Frédérique et Nourredine. Ces deux derniers partent ouvrir un restaurant sans Jacques. Jacques n’ose pas avouer à Catherine cette dernière incartade, il en a tellement honte. Quand Catherine apprendra cette dernière liaison, ce sera la goutte de trop. Elle fait alors « grotte séparée » sur l’île déserte mais Jacques n’accepte pas cette situation et fait tout pour reconquérir « sa grande ». Il y arrive mais jusqu’à quand ?
C’est un Jacques changé qu’on retrouve dans cette septième saison ! Il ne court plus après les filles, il est un père plus qu’attentif et il est à l’écoute de sa « grande ». Toujours plus qu’occupé avec son restaurant, Jacques fait enfin la connaissance de son dernier fils, José. Ce dernier viendra passer quelque temps à Paris. Jacques aura également quelques petits soucis de santé, mais heureusement rien de grave ! Enfin, Jacques est le seul à avoir réussi à sortir Catherine de sa torpeur, c’est sans doute la plus belle preuve d’amour qu’il lui ait jamais fait. Maintenant que Nono est décédé, c’est Jacques qui est désormais le chef de la famille Beaumont !
Jacques se remet très difficilement de la mort de son meilleur ami, Richard. Il se rend d’ailleurs tous les jours sur sa tombe pour discuter avec son pépère. Jérémy se fait énormément de souci pour le moral de son père. Comme Catherine est au Balang-Balang, Audrey décide de prêter son coach de vie à Jacques. Au début, Jacques se sent bien avec Célia mais une fois rentrée en France, Catherine va vite faire déguerpir Célia ! Catherine décide alors de s’occuper de son mari qui n’est vraiment pas en forme. Ils partent donc ensemble au Balang-Balang. Jacques trouve très rapidement ses marques à la fondation mais cette tranquillité sera de courte durée puisqu’ils se font enlever ! Après une longue captivité, Jacques et la famille sont de retour à Paris. Pour se remettre de toutes ces émotions, Jacques et Catherine partent se reposer en Bourgogne. Quelques vieilles histoires familiales refont surface mais Jacques peut enfin se détendre. Il s’investit même dans l’équipe locale de football.
Après deux années passées à Noyers, le bilan est plutôt mitigé pour Jacques. Il tente de développer des projets (notamment via des produits bio) mais à chaque fois, cela échoue. Il ne pense alors qu’à une chose: retourner travailler avec Nourredine au restaurant. Grâce à un chantage, il va arriver à ses fins. Mais très rapidement, la vie en cuisine devient très compliquée: deux chefs dans une même cuisine, c’est trop! Nourredine exige alors que Jacques parte. Ce dernier a alors une idée: il va faire des chambres d’hôtes chez lui! Sans demander l’avis de son épouse, il s’investit à fond dans ce nouveau projet. Il ira même jusqu’à travailler illégalement. Pendant ce temps, il ne se rend pas compte qu’il délaisse son épouse, qu’il s’est mis à dos toute la famille et qu’il devient totalement détestable!
Après une dispute avec Catherine, cette dernière lui avoue qu’elle a un amant. Il décide alors de se réfugier chez Nicolas et Lucas. Pris par des cauchemars nocturnes, Jacques vit très mal sa séparation avec Catherine. Il va alors chercher un nouveau restaurant à Paris pour travailler avec Julien, Jérémy et Lucas. Ce sera chose faite avec le Théâtre des Bouffes, théâtre où Catherine se produit avec toute la troupe. Lors de la première, Jacques fait une véritable déclaration à Catherine et cette dernière ne peut résister. Le célèbre couple Beaumont se reforme!
De retour à Paris, Jacques se consacre pleinement à son nouveau restaurant. Il le gère, comme d'habitude, en famille. Mais le petit dernier des Beaumont va venir bousculer ses projets. Avec le retour de José, Jacques retourne vivre à Noyers. Il doit en effet être présent près de son fils pour le surveiller et l'empêcher de faire ses habituelles bêtises. Profitant de sa présence au village, Jacques se lie d’amitié avec François (qu'il croit être l'ancien amant de sa femme) et aide à nouveau Nourredine au restaurant.
Jacques est le plus heureux des hommes quand il est question de rénover la maison de Nono au Portugal. Il devient maître de chantier et gère toutes ses équipes d’une main de maître… quitte à oublier que ce sont les vacances ! 
Après avoir compris qu’il pouvait perdre sa femme, Jaques décide à nouveau de lui déclarer sa flamme…Cette dernière craque et lui avoue qu’elle a une liaison mais Jacques pardonne et se rend surtout compte que Catherine aurait pu demander le divorce…Jacques et Catherine resignent pour le futur ! Il l’aidera d’ailleurs énormément lors de la campagne électorale à Noyers, toujours présent pour sa grande. Toujours présent pour Nourredine également : Jacques l’aide en cuisine et engage aussi José. Le clan Beaumont n’a pas fini de faire parler de lui dans le monde de la gastronomie.
C’est une annus horribilis que vit Jacques lors de la saison 11. Après avoir été accusé à tort du meurtre de Gustave, un inconnu décide de lui voler son identité. Les ennuis débutent alors pour Jacques et Catherine : plus de points sur le permis, plus d’argent sur les comptes, la maison mise sous scellés… Le choc est difficile à encaisser pour Jacques. Après un petit moment de déprime, Jacques décide de se battre et d’enquêter sur cette usurpation d’identité. Finalement, Jacques et Catherine ne sont pas sûrs de récupérer tout ce qu’ils ont perdu mais ils sont entourés et soutenus par toute la famille Beaumont.
Après avoir récupéré une grande partie de leur fortune, Catherine et Jacques ont emménagé dans un appartement à Strasbourg. La famille est bien occupée après la naissance d’Emma. Jacques refuse de fouiller dans son passé pour savoir s’il a des ancêtres de couleur. Mais Nourredine va mettre la main sur une photo d’Édouard, le papa de Jacques, entouré de sa famille à La Réunion ! C’est un choc pour Jacques…ils partent alors enquêter sur place pour en savoir plus. Jacques fait très rapidement la connaissance de son oncle (William) et de son cousin (Ghislain). Mais ce dernier n’est pas heureux de rencontrer Jacques et lui demande de ne plus jamais recroiser son chemin. Jacques est dépité…mais rencontre très rapidement Gina, la fille de Ghislain. Gina est très heureuse de rencontrer son oncle et lui explique l’aversion de Ghislain pour les « blancs ». Mais les disputes seront de courte durée et Jacques quitte La Réunion avec une nouvelle famille. Jacques pense retourner dans son quotidien à Strasbourg mais Catherine a décidé de s’installer à Lisbonne. Jacques ne l’accompagne pas au début mais ne peut résister à la tentation et part s’installer avec elle. Le couple mène une vie douce et calme sur place. L’accident de Frédérique va changer la donne. Jacques a beaucoup de mal à accepter la situation de sa fille et met de côté ses projets de food-truck. Mais c’est sans compter sur l’obstination de Frédérique… qui lui trouve un nouveau camion. Jacques s’investit à 100% dans ce nouveau projet et ouvre ainsi son premier établissement à l’étranger.